# El Nido
El Nido és una pel·lícula escrita i dirigida per Jaime de Armiñán, estrenada el 1980.

## Argument
En un petit poble de Salamanca, Alejandro (Héctor Alterio) és un vidu ric ("de Ciudad Rodrigo", diu el protagonista en la pel·lícula) d'uns seixanta anys que no pot deixar de pensar en la seva dona, fins que un dia es creua en el camí l'adolescent Goyita (Ana Torrent), de 13 anys. Aquesta l'intentarà enamorar i Alejandro caurà a les seves xarxes, fent-lo oblidar la seva difunta esposa.

## Comentaris
Rodada a
- Salamanca: Salamanca, Finca Torre de la Valmuza (Salamanca), Bosc de la Honfría, San Martín del Castañar i Sequeros.
- Segòvia: Hoces del Duratón i Sepúlveda

## Repartiment
- Héctor Alterio	... 	Don Alejandro
- Ana Torrent	... 	Goyita
- Luis Politti	... 		Don Eladio
- Agustín González… 	Sargento
- Patricia Adriani	... 	Marisa
- María Luisa Ponte… 	Amparo
- Mercedes Alonso	... 	Mercedes
- Luisa Rodrigo	... 	Gumer
- Amparo Baró	... 	Fuen
- Ovidi Montllor	... 	Manuel
- Mauricio Calvo	... 	César

## Premis i nominacions

### Premis
- 1981. Premi Sant Jordi a la millor interpretació en pel·lícula espanyola per Patricia Adriani

### Nominacions
- Oscar a la millor pel·lícula de parla no anglesa